# Leopold Fleischer
Leopold (Lipót) Fleischer (în ebraică יהודה לייב פליישר, Yehuda Leib Fleischer, 26 februarie 1886 Székesfehérvár, Imperiul Austro-Ungar - 2 decembrie 1955 Timișoara) a fost un filolog - ebraist maghiar și român, evreu născut în Ungaria, care a trăit și activat la Timișoara și s-a făcut cunoscut mai ales prin cercetările asupra literaturii ebraice medievale, mai ales a scrierilor și vieții lui Avraham Ibn Ezra. Fleischer a avut diploma de rabin și ca profesor de ebraică, a înființat și condus o școală elementară israelită la Timișoara.

## Biografie
Yehuda Leib sau Leopold Fleischer s-a născut la Székesfehérvár în Ungaria, în timpul regimului austro-ungar, ca unul din cei șase copii ai lui Yaakov Tzvi Fleischer și ai soției acestuia, Mária (Myriam), fiică a rabinului Baruch Bernhard Eckfeld.
Fleischer a studiat la Seminarul rabinic din Budapesta, pe care l-a absolvit cu diploma de rabin.În cursul anilor el a activat ca profesor de ebraică, înființând și conducând începând din 1918 o Școală elementară israelită în cartierul Iosefin din Timișoara (care in anul 1928 a beneficiat de o nouă clădire construită prin donațiile comunității evreiești ortodoxe). Ulterior el a fost și profesor de ebraică la Liceul israelit din oraș.   
Fleischer a făcut numeroase cercetări și a publicat articole în domeniul literaturii evreiesti medievale, mai ales cu privire la opera și viața poetului, filologului, matematicianului și astrologului Avraham Ibn Ezra, de asemenea a scris comentarii biblice care au apărut după 1912 în revistele „Hatzofe Hokhmat Israel”, „Sinai” etc. Multe din lucrările sale au rămas în manuscris.
În 1948 în urma hotărârii autorităților comuniste române de a interzice învățământul privat și confesional, școala elementară evreiască condusă de  Fleischer a fost și ea închisă.  
Leopold Fleischer a fost căsătorit cu Cilla Serena, născută Witmann, care a  predat și ea la școala israelită. Perechea a avut trei copii: Baruch Tovyahu, Ezra Fleischer, care a devenit cunoscut ca filolog, ulterior profesor la Universitatea Ebraică din Ierusalim, cercetător al poeziei medievale ebraice din Spania, poet și în vremea regimului comunist, deținut sionist, de asemenea Myriam căsătorită Schönberger.

## Cercetări și articole
Fleischer a editat mai multe scrieri ale lui Avraham Ibn Ezra din domeniul astrologiei și al exegezei Bibliei,între altele, după manuscrise aflate la Biblioteca Vaticanului.
- 1924 - Korot Perushey Ibn Ezra lasefer Shemot (istoria comentariului lui Ben Ezra la Cartea Exodului) - editura Katzenburg
- 1926 -editarea cărții Perush shel Avraham Ibn Ezra lasefer Shemot cu prefață, note și explicații - editura Menora,  apoi în editura Tzion
- Sefer Hameorot  (Cartea Luminătorilor) de Avraham Ibn Ezra, cu prefață și note
- Sefer Haolam (Cartea Lumii)de Avraham Ibn Ezra
- Al shney horoskopim hameyuhassim leAvraham Ibn Ezra - (Despre două horoscoape atribuite lui Avraham Ibn Ezra) - cu Nehemia Aloni
- a participat la Culegerea de epistole către și de la rabinii din Ancona
- 1946-1947 - A fost Avraham Ibn Ezra înhumat în Palestina (Eretz Israel)? în Calendarul Ierusalimului (Luah Yerushalayim)
- 1951 - Sefer Hateamim (Cartea Accentelor) - nosah rishon -  prima versiune de Avraham Ibn Ezra, Mahbarot lesifrut, Institutul Rav Kuk din Ierusalim